# Jaka Ihbeisheh
Jaka Ihbeisheh (en arabe : جاكا حبيشة), né le 29 août 1986 à Ljubljana en Yougoslavie (auj. en Slovénie), est un footballeur international palestinien d'origine slovène.
Il évolue actuellement au poste de milieu offensif avec le club du NK Bravo.

## Biographie

### Sélection
Jaka Ihbeisheh est convoqué pour la première fois le 13 décembre 2014 contre l'Ouzbékistan (défaite 1-0). Le 16 janvier 2015, il marque son premier but en sélection à la 84e minute du match Palestine-Jordanie, et devient ainsi le tout premier buteur de la sélection palestinienne en coupe d'Asie.
Il dispute une coupe d'Asie en 2015. Il joue deux matchs lors de cette compétition contre la Jordanie et l'Irak.
Au total il compte 13 sélections et 3 buts en équipe de Palestine depuis 2014.

## Palmarès
- Factor Ljubljana :
  - Champion de Slovénie de D2 en 2006

- Primorje Ajdovščina :
  - Champion de Slovénie de D2 en 2010